# Bistum Aalborg

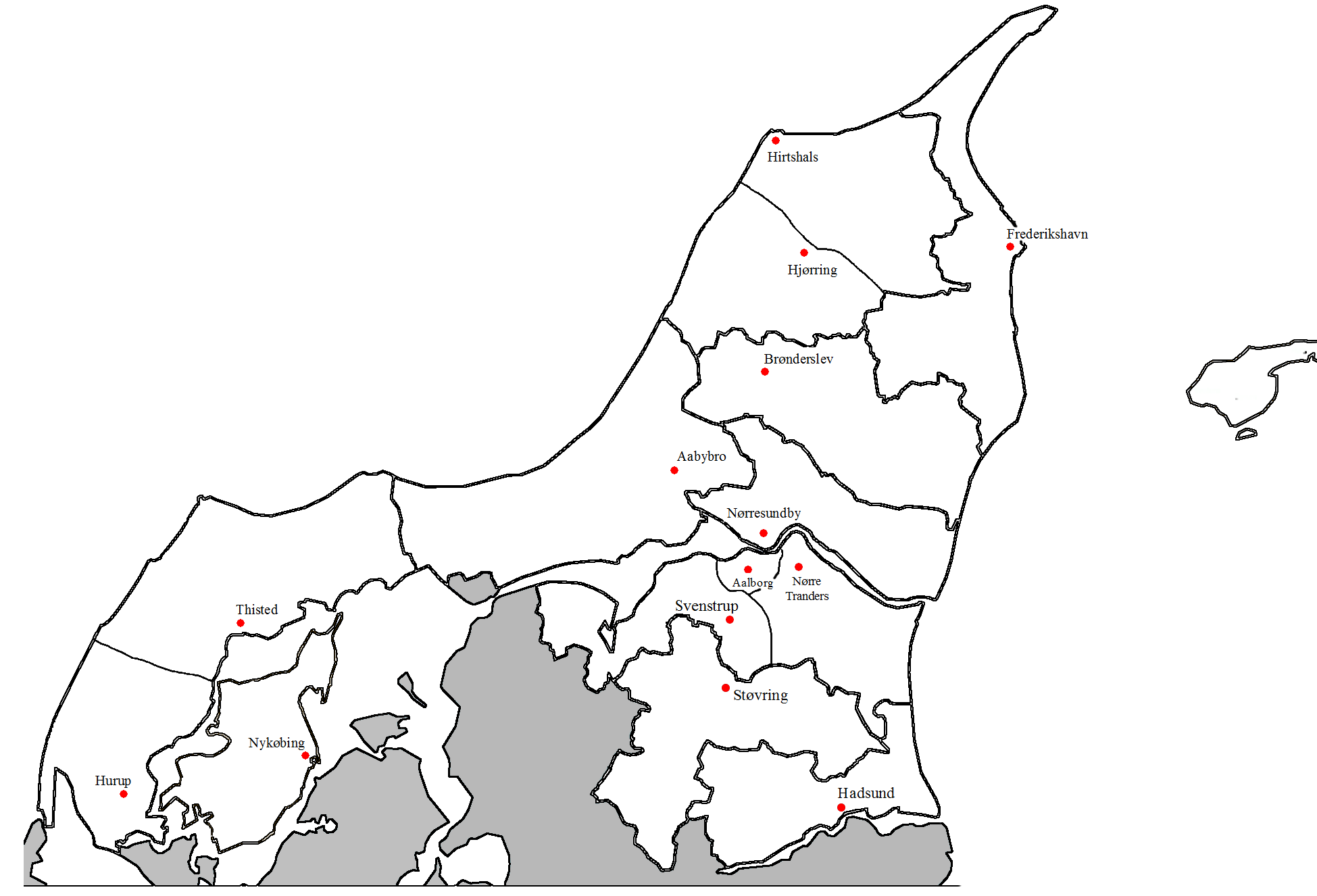
Aalborg Stift mit Einteilung der 14 Propsteien (provstier)

Das Bistum Aalborg (dänisch: Aalborg stift) ist ein Bistum der evangelisch-lutherischen Dänischen Volkskirche. Sein Gebiet entspricht dem des vorreformatorischen Bistums Børglum. Es erstreckt sich hauptsächlich über die Halbinsel Vendsyssel-Thy und das Himmerland. Zum 1. Januar 2017 gehörten 440.835 Bewohner zur Dänischen Volkskirche, was einem Anteil von 83,8 % der Bevölkerung entspricht.
Bischof war von 2010 bis Oktober 2021 Henning Toft Bro als Nachfolger von Søren Lodberg Hvas. Sein Nachfolger Thomas Reinholdt Rasmussen wurde am 12. Dezember 2021 in sein Amt eingeführt. Stellvertreter ist Dompropst Arne Mumgaard.

## Propsteien
Das Bistum ist in 14 Propsteien aufgeteilt:
| - Aalborg Budolfi Provsti - Aalborg Nordre Provsti - Aalborg Vestre Provsti - Aalborg Østre Provsti - Brønderslev Provsti - Frederikshavn Provsti - Hadsund Provsti | - Hjørring Nordre Provsti - Hjørring Søndre Provsti - Jammerbugt Provsti - Rebild Provsti - Sydthy Provsti - Thisted Provsti - Morsø Provsti |

## Geschichte
Das Bistum wurde 1059 unter dem Namen Bistum Vendelbo aus dem Bistum Viborg herausgelöst. Erster Sitz war die Kirche von Vestervig. Unter Bischof Sylvester (1134–1136) wurde der Sitz in das Kloster Børglum verlegt. Mehrere Jahrhunderte lang war der Name Bistum Børglum (Diocesis Burglanensis). Der letzte römisch-katholische Bischof Stygge Krumpen wurde 1536 abgesetzt; 1554 gegründet, zuvor diente jedoch das Børglum Kloster als Bischofssitz. Im Zuge der Reformation wurden die Bischöfe zuerst als Superintendenten bezeichnet; erst im 17. Jahrhundert nahmen sie den Bischofstitel wieder an. Der Bischofssitz wurde am 29. September 1554 zur Sct. Budolfi Domkirke Aalborg verlegt.

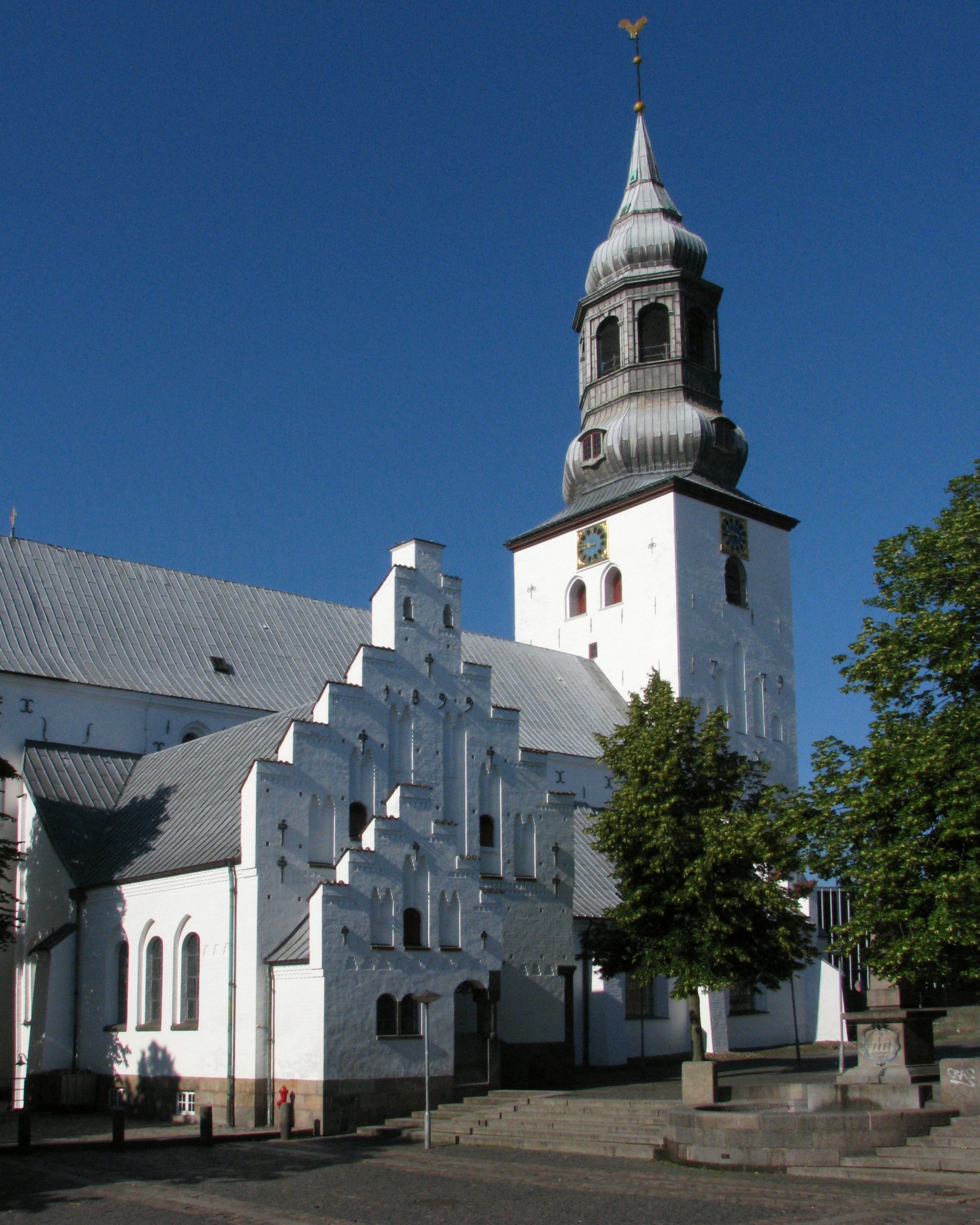
St. Budolfi, Dom zu Aalborg

### Liste der Bischöfe
| - 1060/65–1060/65: Magnus - 1060/65: Albricus - (genannt 1086): Henricus - Eskillus - ?–1134: Ketillus - 1134–?: Sylvester - ca. 1145–ca. 1177: Tyge - ?–1252: Rudolf - 1252–1260: Elav Glob - 1264–1280: Johannes - 1328–ca. 1341: Tyge Klerk - mellem 1340-44–1354: Anders - –ca. 1369: Mogens Jensen Grubbe - 1370–1396: Svend - 1396/97–1425: Peder Friis - 1425–1452: Gert Pedersen Gyldenstierne - 1453–1486: Jep Friis - 1486–1519: Niels Styggesen Rosenkrantz - 1519–1536: Stygge Krumpen - 1536–1548: Peder Thomesen - 1548–1553: Oluf Chrysostomus | - 1554–1557: Laurids Nielsen - 1557–1587: Jørgen Mortensen Bornholm - 1587–1609: Jacob Jensen Holm - 1609–1642: Christen Hansen - 1642–1668: Anders Andersen Ringkjøbing - 1668–1672: Morits Kønning - 1672–1683: Mathias Foss - 1683–1693: Henrik Bornemann - 1693–1708: Jens Bircherod - 1708–1735: Frands Thestrup - 1735–1737: Christoffer Mumme - 1737–1778: Broder Brorson - 1778–1806: Christian Beverlin Studsgaard - 1806–1827: Rasmus Jensen - 1833–1851: Nikolai Fogtmann - 1851–1856: Severin Claudius Wilken Bindesbøll - 1856–1875: Peter Christian Kierkegaard - 1875–1888: P. E. Lind - 1888–1900: Vilhelm Schousbue - 1900–1905: Frederik Nielsen - 1905–1915: Christen Møller - 1915–1930: Christian Ludwigs - 1930–1940: Paul Oldenbourg - 1940–1950: D. von Huth Smith - 1950–1975: Erik Jensen - 1975–1991: Henrik Christiansen - 1991–2010: Søren Lodberg Hvas - 2010–2021: Henning Toft Bro - seit 2021: Thomas Reinholdt Rasmussen |